# Gnaeus Cornelius Scipio Asina
Gnaeus Cornelius Scipio Asina war ein römischer Politiker im Ersten Punischen Krieg.

## Leben
Scipio wurde für das Jahr 260 v. Chr. zum Konsul gewählt und hatte die Ehre, die erste römische Flotte zu befehligen, die im Mittelmeer zu Wasser gelassen wurde. Während er mit den ersten Booten in den Gewässern in der Straße von Messina zwischen Italien und Sizilien patrouillierte, erhielt Scipio die Nachricht, dass Lipara auf den Liparischen Inseln dabei war, auf die Seite der Römer zu wechseln. Begierig darauf, einen derart wichtigen Hafen zu bekommen und sich selbst mit Ehre zu überhäufen, hetzte er ohne jegliche Sicherheitsmaßnahmen zu den Inseln.
Es ist nicht sicher, ob es sich um eine Falle der Karthager handelte, tatsächlich jedoch wurde die römische Flotte im Hafen von karthagischen Schiffen unter dem Kommando von Hannibal Gisko und Boodes gefangen. Ohne Kriegserfahrung auf dem Meer, flohen die Mannschaften in Panik an Land, ließen die Schiffe und Scipio ohne Schutz, der daraufhin Gefangener der Karthager wurde. Obwohl es kaum Kämpfe gab, ist die Begegnung als die Schlacht bei den Liparischen Inseln bekannt.
Nach nicht belegbaren Vermutungen brachte ihm sein Missgeschick den Beinamen Asina (Eselin [!]) ein, der ihm von geistreichen politischen Gegnern angehängt wurde. Weder die Erniedrigung, noch dass er der erste römische Admiral war, der eine Schlacht verlor, beendete seine Karriere. 254 v. Chr. wurde Scipio Asina erneut zum Konsul gewählt, und diesmal gelang ihm zusammen mit seinem Partner Aulus Atilius Caiatinus die Eroberung von Panormus.